# Поділи Мекленбурга
Протягом своєї історії земля Мекленбург неодноразово поділялася на різні держави-наступники (володіння, герцогства, великі герцогства). Сучасні історики виділяють три основні розділи Мекленбурга:

## Перший поділ Мекленбурга

Мекленбург після першого поділу

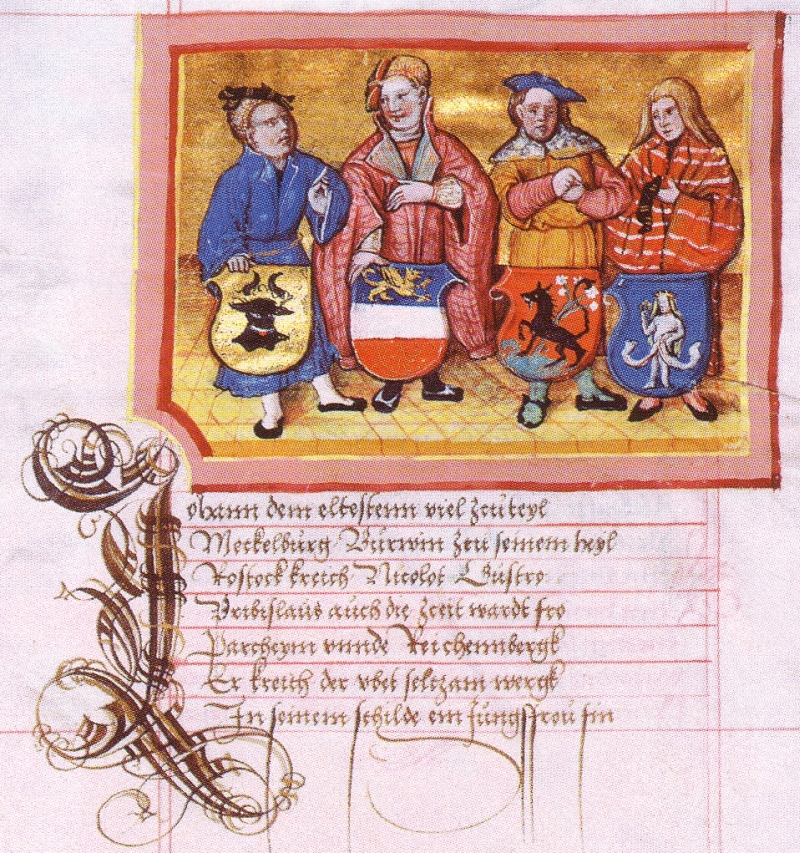
Зображення Ніколауса Маршалка в Chronicon der mecklenburgischen Regenten (Хроніка Мекленбузьких регентів) близько 1520 р.

Перший розділ Мекленбурга був здійснений у 1234 році спадкоємцями Генріха Борвіна I, князя Мекленбурга. Це був результат Realteilung (поділ через часткове успадкування) території на чотири Herrschaften (володіння) або Fürstentümer (князівства): Мекленбург, Пархім (пізніше Пархім-Ріхенберг), Верле і Росток.
- Іоанн отримав володіння Мекленбургом: замок Мекленбург, Дассов, Клюц, Брезен (Грефесмюлен), Гадебуш, Пель, Ілов, Буг (Буков), Брюель і Куссін (Нойклостер).
- Прибислав отримав князівство Пархім: Пархім, Штернберг, Бренц (Нойштадт), Туре (Любц) і Кетцін (Плау-Голдберг).
- Ніколас отримав князівство Верле: Верле, Бізеде (Гюстров), Тетеров, Лааге, Краков, Мальхов, Фіпперов (Рьобель), Турне і Лізе. Пізніше були додані володіння в Померанії: Даргун, Мальхін, Туцен і Гедебант-Тютцен, Гедебен (Штафенгаген), Соне-Шльон (Варен / Мюріц), а також Вустров (Пенцлін).
- Генріх отримав князівство Росток: Кессін (Росток), Крепелін, Доберан, Рібніц, Марлов, Зюльц і Тессін; Гноєн і Кален були додані пізніше.

Наслідки першого поділу тривали до 1471 року, коли через успадкування території були возз'єднані Генріхом IV, герцогом Мекленбурзьким.

## Другий поділ Мекленбурга
Другий поділ Мекленбурга відбувся в 1621 році в результаті Fahrenholzer Vertrag: угоди про розподіл, в результаті якої було створено Realteilung на Мекленбург-Шверінське герцогство і Мекленбург-Гюстров. Хоча цей поділ уже існував (з перервами) після смерті Генріха IV у 1477 році та знову після 1520 року (після Neubrandenburger Hausvertrag — Ново-Бранденбурзького домового контракту), він був лише у формі виділення Амта (тип адміністративного поділу), тоді як загальне управління залишалося уніфікованим.
За угодою Адольф Фрідріх I отримав князівство Шверін, а його брат Іоанн Альберт II — землю з центром у Ґюстрові.:182
Поділ мав мало історичного підґрунтя. Найважливішими цілями були якомога рівномірніший розподіл території та доходів. Щоб досягти цього, Шверин отримав Ämter Грабов, Горлозен, Марніц, Нойклостер і Штернберг, включаючи абатство Вальсмулен, а Гюстров отримав від Шверіна Ämter Нойштреліц, Гольдберг, Вреденгаген і Фюрстенберг.:290
Таким чином, дві частини складалися з таких Ämter::290
Шверин: Шверін, Кривіц, Нойбуков, Поель, Доберан, Мекленбург, Гадебуш, Заррентін, Нойштадт Ельдена, Деміц, Нойклостер, Штернберг, Любц, Рена, Віттенбург, Марніц, Грабов, Гревесмюлен, Валсмюлен і Горлозен
Гюстров: Гюстров, Шваан, Рібніц, Гнойен, Даргун, Нойкален, Ставенхаген, План, Старгард, Брода, Фельдберг, Везенберг, Стреліц, Гольдберг, Бойзенбург, Вреденгаген, Фюрстенберг, Івенак і Ванцка
Зауважте, однак, що Ämter з Вреденгагена, Фюрстенберга, Івенака та Ванзки де-факто контролювалися Померанією.:290
Міста були розділені таким чином, що Шверин отримав: Вісмар разом з усіма князівськими домами, Шверін, Пархім, Варен і Крепелін; знатні міста Брюель, Мальхов і Дассов, а також Деміц і Заррентін. Гюстров отримав: Гюстров, Лааге, Краків, Мальхін, Робель, Тетеров, Нойбранденбург, Фрідланд, Вольдегк, Пенцлін, Зюльце і Марлоу. Він також отримав Ельбу (незважаючи на свою віддаленість від Гюстрова) в результаті отримання Амт Бойзенбурга.:290
Місто Росток, включаючи Варнемюнде, залишалося спільним володінням, як і чотири абатства держави: Доббертін, Мальхов, Рібніц і абатство Святого Хреста в Ростоку. Суди (Hofgericht і Landgericht), папська консисторія, ландтаг, прикордонні суперечки, витрати Імперського камерального суду тощо також залишалися спільними.:291

## Третій поділ Мекленбурга

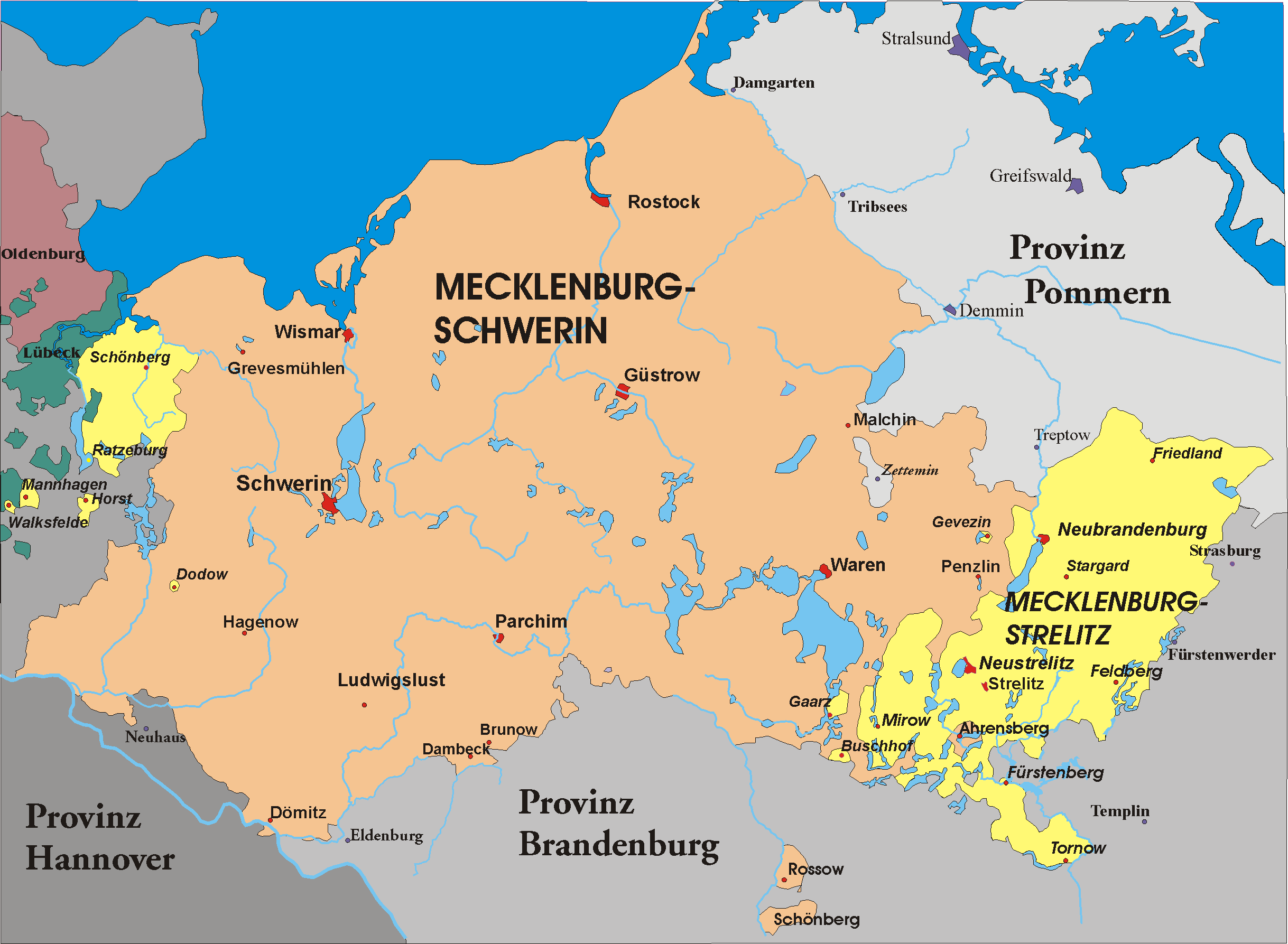
Мекленбург після третього поділу Мекленбурга

Третій поділ Мекленбурга відбувся в результаті Гамбурзького договору (1701) і розділив успадковану територію Мекленбург-Гюстров між Мекленбургом-Шверіном і новоутвореним Мекленбург-Штреліцьким герцогством. Цей поділ зберігатиметься до кінця монархії в 1918/1919 роках, хоча і з обмеженою автономією, а після цього як Вільні держави Мекленбург-Шверін і Мекленбург-Штреліць під час Веймарської республіки. Обидві держави возз'єдналися в 1934 році під режимом нацистів.